# Energía solar en los Estados Unidos

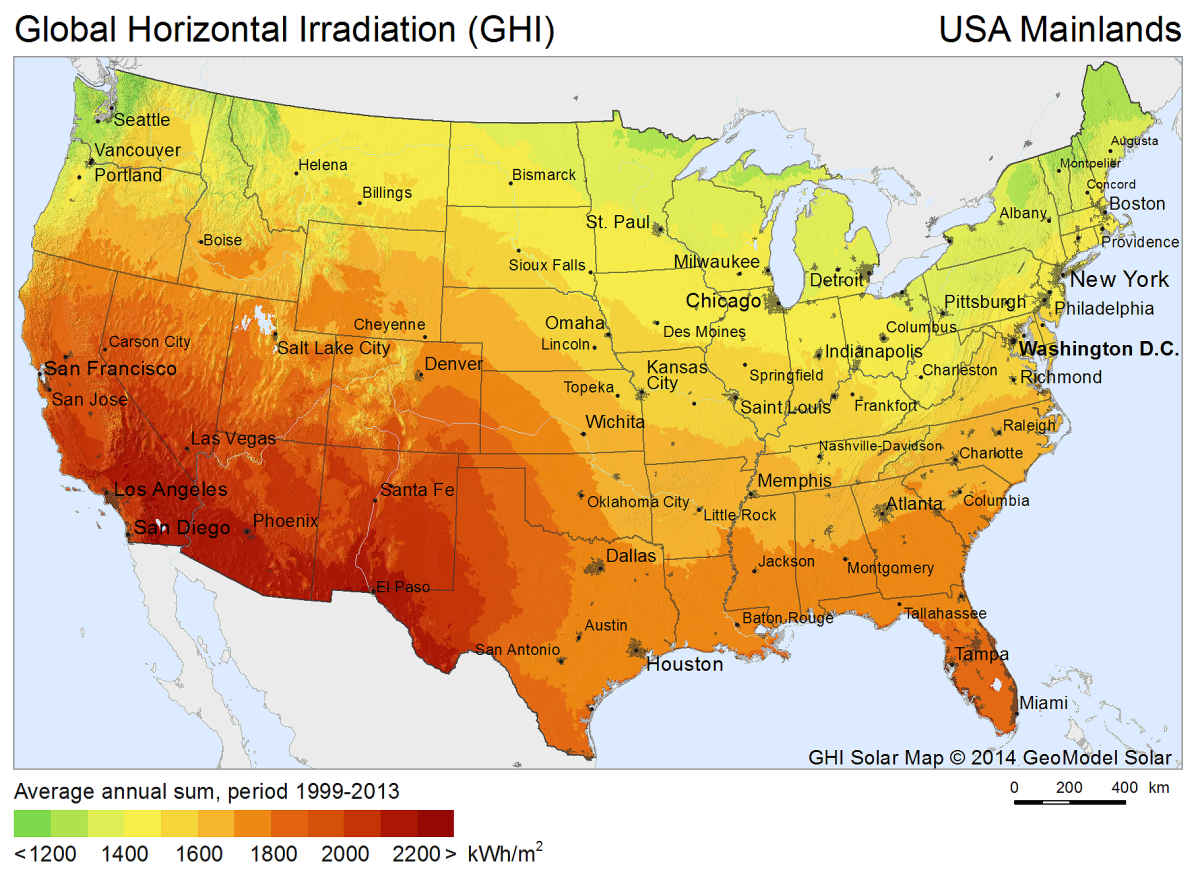
Mapa de radiación solar en Estados Unidos (SolarGIS).

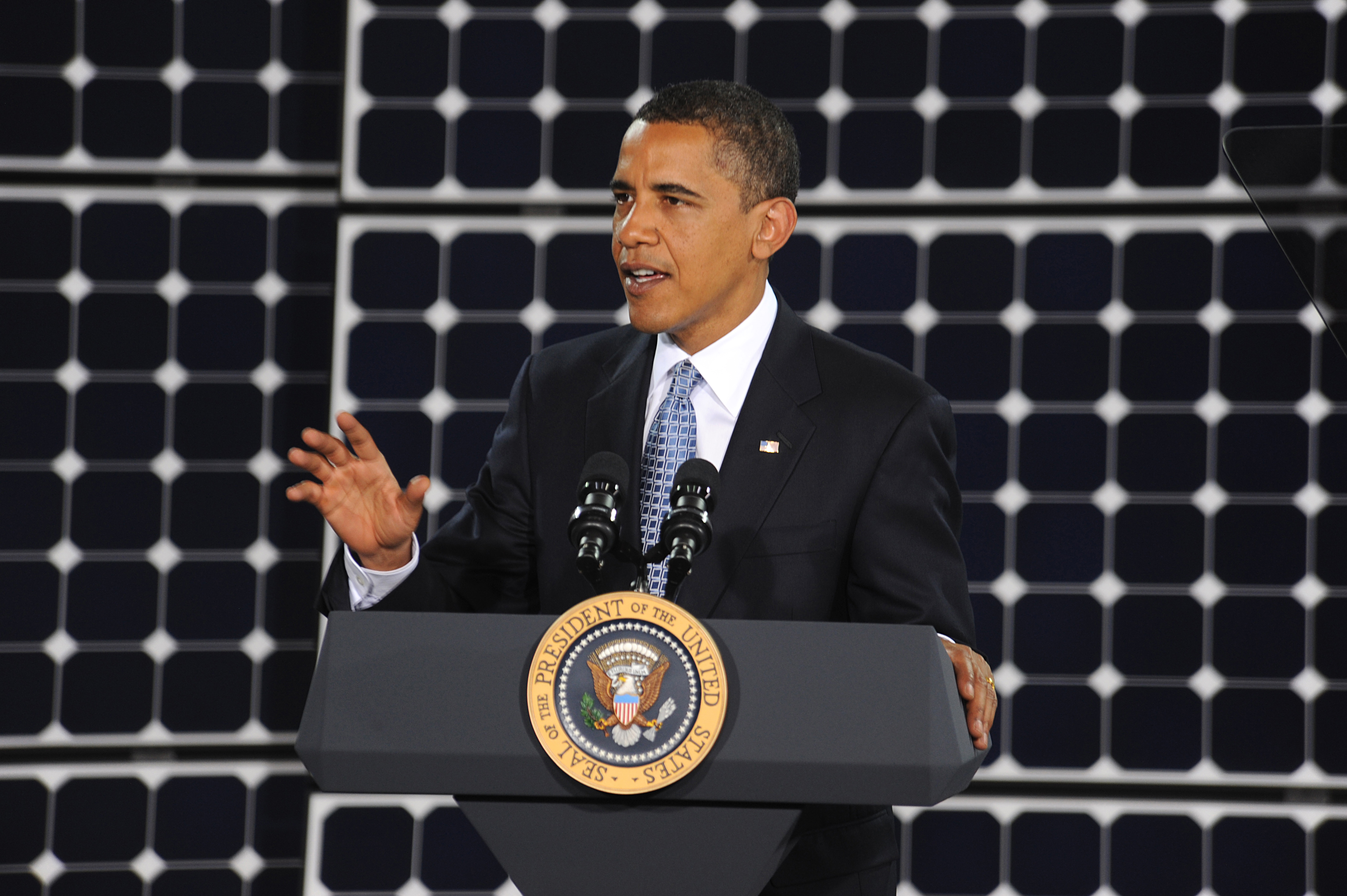
El 27 de mayo de 2009, el Presidente Barack Obama en una conferencia a más de 450 personas en la Nellis Solar Power Plant.

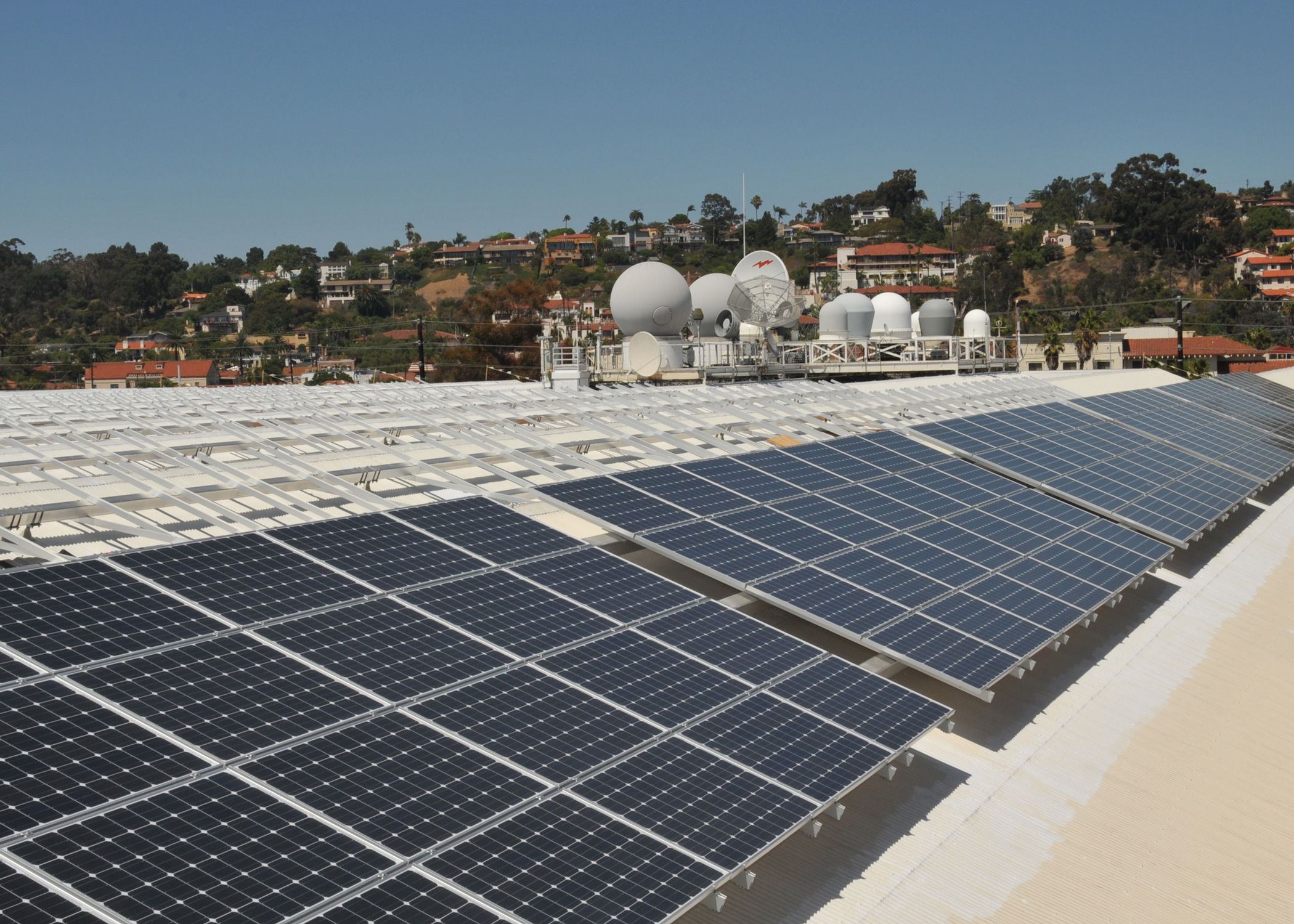
Una vista de paneles solares instalados en 2011 en los tejados de los Cuarteles Generales de la Comandancia de la Space and Naval Warfare Systems, San Diego. La instalación sobre tejado apoya el objetivo del Departament de Defensa de incrementar las fuentes de energía renovables a un 25 % de toda la energía consumida para 2025.

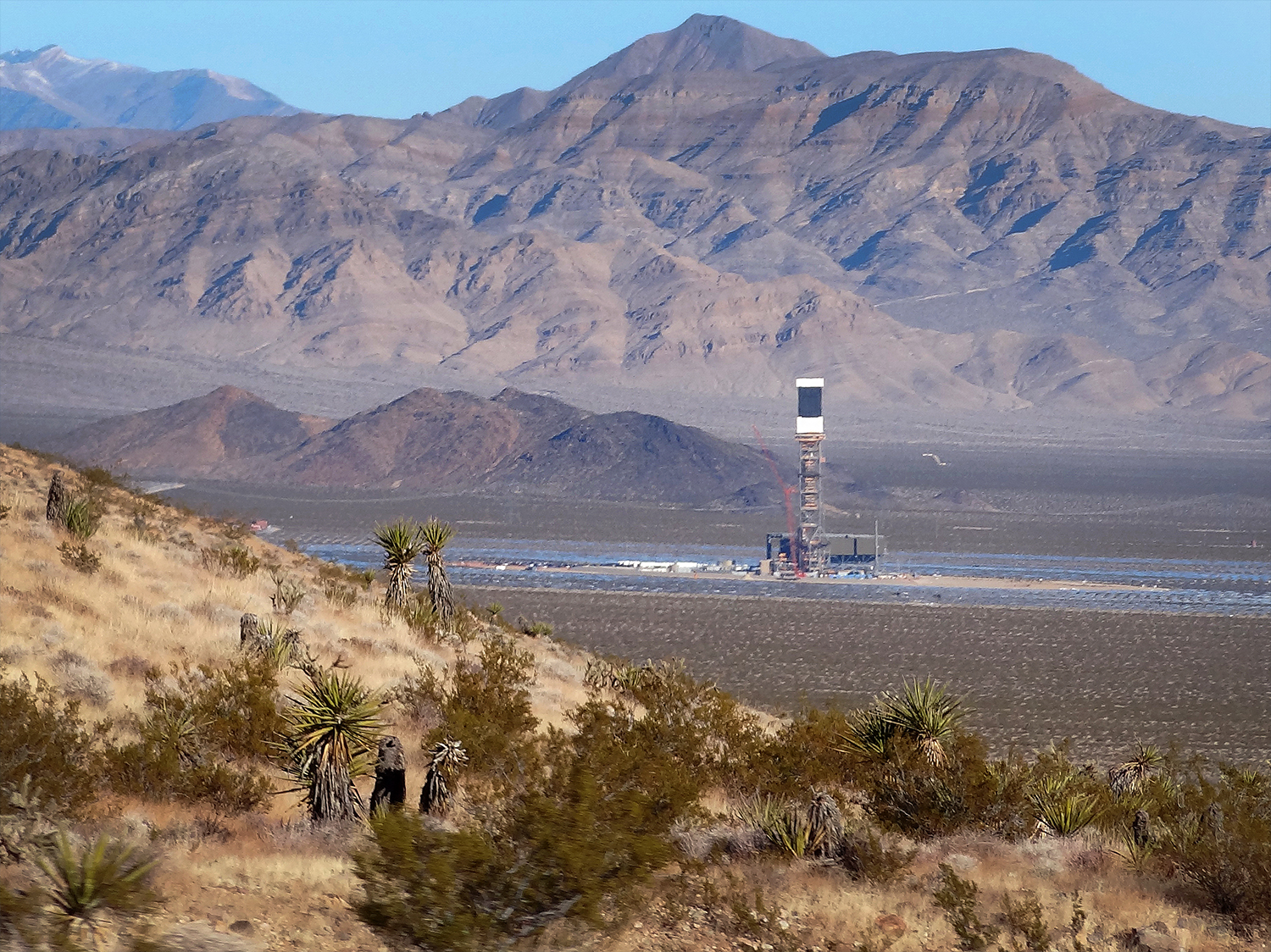
Mirando al norte hacia la torre calentadora oriental de la Ivanpah Solar Power Facility desde la Interestatal 15 en California.

La energía solar en los Estados Unidos es una de las industrias con mayor actividad en el mercado fotovoltaico mundial. Estados Unidos cuenta con grandes empresas del sector, como First Solar o SolarCity, así como numerosas plantas de conexión a red. 

## Energía solar fotovoltaica
A principios de 2017, Estados Unidos superaba los 40 GW de potencia fotovoltaica instalada, suficiente para proporcionar electricidad a más de 8 millones de hogares, tras duplicar su capacidad solar en menos de dos años.
Esta potencia incluye las plantas de energía solar a escala comercial, así como la generación distribuida local, la mayoría de los tejados equipados con sistemas de energía solar fotovoltaica. Una de las instalaciones de energía solar más grandes del mundo se llama Solar Star, está situada en California y tiene una capacidad total de 579 megavatios (MW).
Estados Unidos llevó a cabo mucha investigación al inicio de la energía fotovoltaica y de la energía solar de concentración. Los EE. UU. se encuentra entre los primeros países del mundo en electricidad generada por el sol y varias de las instalaciones de suministros energéticos más grandes del mundo se encuentran en el desierto del suroeste. Hay planes para construir muchas otras grandes plantas solares en Estados Unidos.
Mientras que los EE. UU. no tiene una política energética nacional, muchos Estados han establecido metas de energía renovable individuales con energía solar incluida en varias proporciones. El gobernador Jerry Brown firmó la legislación que requiere que los servicios públicos de California obtengan un 33 % de su electricidad a partir de fuentes de energías renovables a finales de 2020. Un total de 4324 MW de plantas de energía solar a escala de servicios públicos están en construcción y 25 926 MW adicionales están bajo desarrollo, con 19 060 MW en construcción o desarrollo en California.

## Energía solar térmica
El uso de calentadores solares de agua y calefacción solar mediante energía solar térmica es menos común en los EE. UU. que en algunos otros países.

## Por estados
- Energía solar en Alabama
- Energía solar en Alaska
- Energía solar en Carolina del Norte
- Energía solar en Louisiana
- Energía solar en Oklahoma